# See You Next Week!
See You Next Week!（シー・ユー・ネクスト・ウィーク!）は、かつてJFNC制作、JFN系列局で毎週日曜 23:55 - 24:00に放送されていたミニ番組。2001年4月1日から2021年3月28日までの20年間放送した。前番組は『高野寛のトーキングエッセイ～ここはどこか～』。

## 番組概要
- パーソナリティは初代は藤本えみり。のちに宮原亜矢→貞平麻衣子になり、現在に至る。2014年6月以降は貞平が担当している。なお、放送される場合、他番組のように放送時間がずれる事はない。
- 内容は毎回「See You Next Week!　こんばんは、（担当パーソナリティ名）です。今週はどんな一週間でしたか？“See You Next Week!”明日からはじまる新しい一週間、どんな出来事があったのか紹介します。お楽しみに。」という決まりの口上があってから、本編に入る。
- 前半は放送直後日付が変わった月曜から1週間の、過去どのような出来事があったのかを紹介する。ただし、曜日ではなく、日付を読み上げる（例文：1月1日、「〜（出来事）〜」がありました）。
- 一通り7日分読み上げてから、ある1日をピックアップする。そこで取り上げる出来事は先ほどのものとは異なる。
- 最後に、「来週が素敵な一週間でありますように。（担当パーソナリティ名）でした。See You Next Week!」と決まった口上で締める。
- 一部の放送局は24:00で放送終了とするため、この番組が一週間の最終番組になる局もある。
- 2021年3月28日で放送終了した。後番組は『Good-Track!』

## ネット局
2021年3月終了時点で全て同時生放送。2020年9月以降は全局radiko（プレミアム）で聴取可能。
JFN系列の局において、TOKYO FM・AIR-G'・FM-NIIGATA・FM長野・K-mix・HELLO FIVE・FM FUKUI・FM AICHI・FM大阪・Kiss FM KOBE・JOEU-FM・FM FUKUOKA・FMK・μFM・InterFM897（特別加盟局）は番組開始から未ネットとなっていた。
| 放送対象地域   | 放送局名                                    | 備考         |
| -------------- | ------------------------------------------- | ------------ |
| 青森県         | エフエム青森（AFB）                         |              |
| 岩手県         | エフエム岩手（FM IWATE）                    |              |
| 宮城県         | エフエム仙台（Date fm）                     |              |
| 秋田県         | エフエム秋田（AFM）                         |              |
| 福島県         | エフエム福島（ふくしまFM）                  |              |
| 栃木県         | エフエム栃木（RADIO BERRY）                 |              |
| 群馬県         | エフエム群馬（FM GUNMA）                    |              |
| 富山県         | 富山エフエム放送（FMとやま）                |              |
| 岐阜県         | エフエム岐阜（FM GIFU）                     |              |
| 三重県         | 三重エフエム放送（レディオキューブ FM三重） |              |
| 滋賀県         | エフエム滋賀（e-radio）                     |              |
| 島根県・鳥取県 | エフエム山陰（V-air）                       |              |
| 岡山県         | 岡山エフエム放送（FM OKAYAMA）              |              |
| 広島県         | 広島エフエム放送 (HFM)                      |              |
| 山口県         | エフエム山口（FMY）                         |              |
| 徳島県         | エフエム徳島（FM TOKUSHIMA）                |              |
| 香川県         | エフエム香川（FM香川）                      |              |
| 高知県         | エフエム高知（Hi-Six）                      |              |
| 佐賀県         | エフエム佐賀（FMS）                         |              |
| 長崎県         | エフエム長崎（FM Nagasaki）                 |              |
| 大分県         | エフエム大分（Air-Radio FM88）              |              |
| 宮崎県         | エフエム宮崎（JOY FM）                      |              |
| 沖縄県         | エフエム沖縄（FM沖縄）                      | 最終週は休止 |

## 過去のネット局
- Rhythm Station